# Theodore R. Kupferman

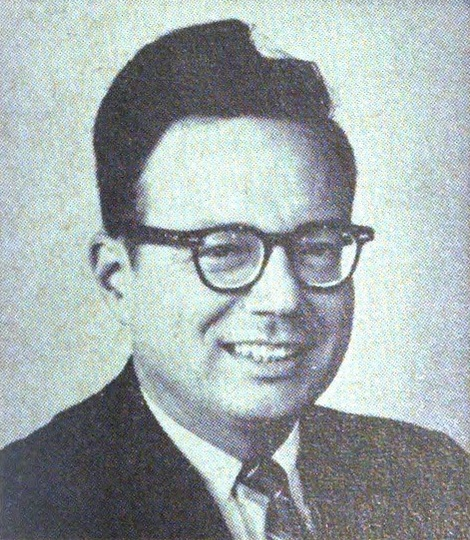
Theodore R. Kupferman, 1967

Theodore Roosevelt Kupferman (* 12. Mai 1920 in New York City; † 23. September 2003 ebenda) war ein US-amerikanischer Jurist und Politiker (Republikanischen Partei). Zwischen 1966 und 1969 vertrat er den Bundesstaat New York im US-Repräsentantenhaus.

## Werdegang
Theodore Roosevelt Kupferman wurde ungefähr zwei Jahre nach dem Ende des Ersten Weltkrieges in New York City geboren und wuchs dort auf. Er graduierte an der De Witt Clinton High School in New York City. Dann ging er auf das City College of New York, welches er mit einem Bachelor of Science wieder verließ. Danach machte er seinen Bachelor of Laws an der Columbia Law School. Seine Zulassung als Anwalt erhielt er 1943 und begann dann zu praktizieren. 1948 erhielt er seine Zulassung für das United States Supreme Court. Er war in den Jahren 1948 und 1949 als Law Secretary an der Appellate Division des New York Supreme Court tätig. Dann arbeitete er zwischen 1943 und 1948 sowie zwischen 1949 und 1951 in der Rechtsabteilung der Warner Brothers Pictures, Inc. Danach war er zwischen 1951 und 1953 für die National Broadcasting Co. Inc. tätig. 1953 wurde er Justitiar (general counsel) in der Cinerama Productions Corp. – eine Stellung, die er bis 1958 innehatte. Er war zwischen 1959 und 1964 als Assistenz- und Hilfsprofessor (adjunct professor) für Recht an der New York Law School tätig. Daneben ging er zwischen 1958 und 1962 einer Beschäftigung als Counsel und Legislative Assistant des Minority Leader im New York City Council nach. Zwischen 1962 und 1966 war er Councilman in New York City. Politisch gehörte er der Republikanischen Partei an.
Kupferman wurde in einer Nachwahl am 8. Februar 1966 im 17. Wahlbezirk von New York in das US-Repräsentantenhaus in Washington, D.C. gewählt, um dort die Vakanz zu füllen, die durch den Rücktritt von John Lindsay entstand. Man wählte ihn bei den Kongresswahlen des Jahres 1966 in den 90. Kongress. Da er auf eine erneute Kandidatur im Jahr 1968 verzichtete, schied er nach dem 3. Januar 1969 aus dem Kongress aus.
Zwischen 1969 und 1996 war er als Richter am New York Supreme Court tätig. Am 23. September 2003 verstarb er in New York City.